# 4254 Kamél
4254 Kamél este un asteroid din centura principală, descoperit pe 24 octombrie 1985, de Claes Lagerkvist.